# Meister des Fröndenberger Altars

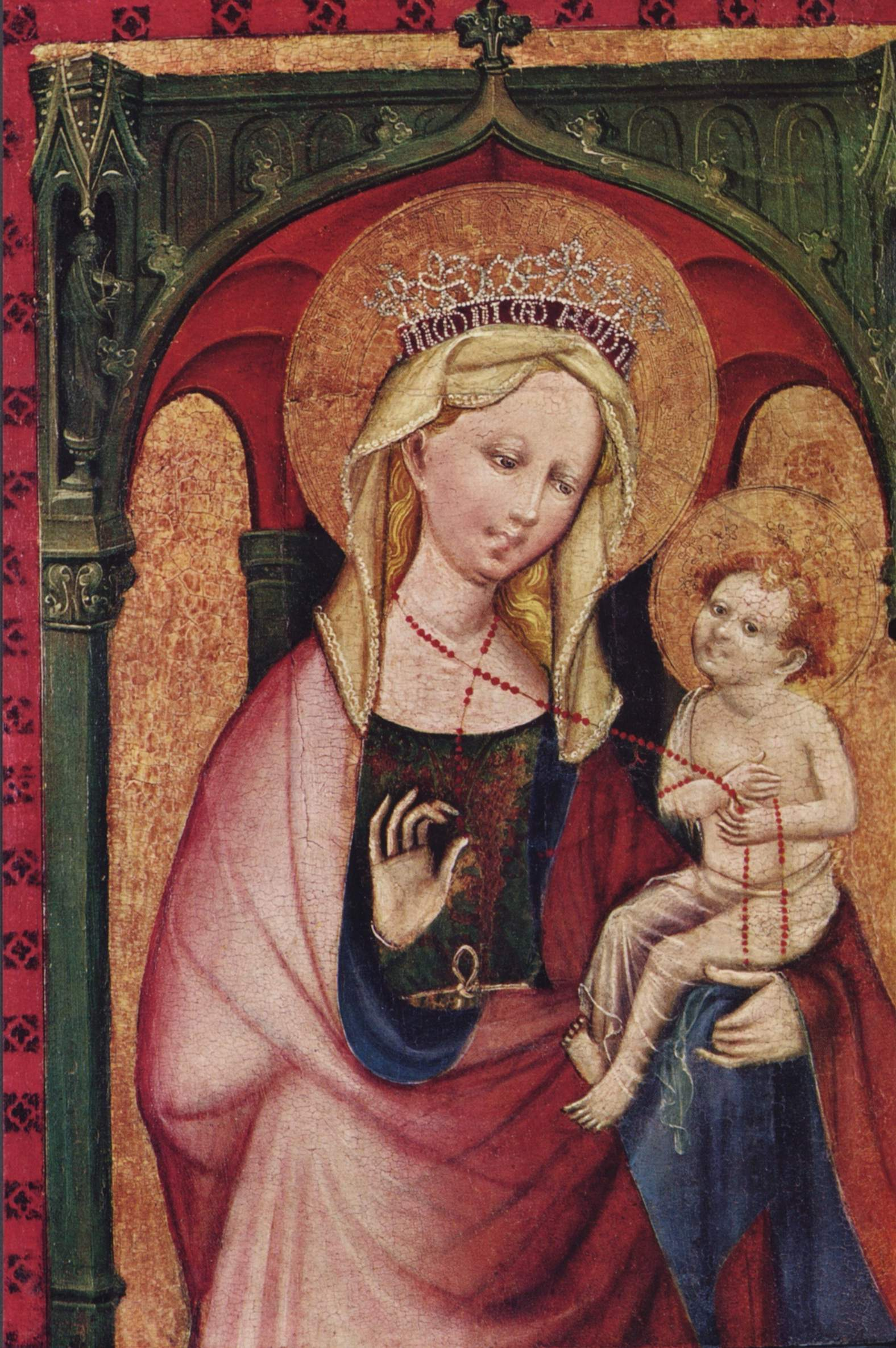
Meister des Fröndenberger Altars: Fröndenberger Altar, Mittelbild: Maria mit Kind, um 1400

Als Meister des  Fröndenberger Altars wird der gotische Maler bezeichnet, der um 1400 Bilder zu einem Marienaltar für die Kirche des Zisterzienserklosters Fröndenberg gemalt hat. Der namentlich nicht bekannte Künstler war vermutlich in der Werkstatt des Conrad von Soest tätig oder einer seiner Nachfolger.
Der Fröndenberger Altar ist ein besonderes Beispiel frühgotischer  Tafelbilder im deutschsprachigen Raum. Er zeigte Bilder aus dem Leben Mariens und wurde wohl im 19. Jahrhundert aufgeteilt. Der Altar in der später als Stiftskirche eines Damenstiftes genutzten Kirche ist daher heute nur in Teilen dort erhalten, weitere Teile finden sich im Westfälischen Landesmuseum für Kunst und Kulturgeschichte in Münster sowie im Cleveland Museum of Art in Ohio, andere Teile gingen verloren.

## Das Mittelbild des Fröndenberger Altars
Die Mitteltafel des Fröndenberger Altars wurde von dem Universitätsdozenten, Kunstsammler und Mitgründer des Westfälischen Kunstvereins  Alexander Haindorf im 19. Jahrhundert erworben und mit dessen Sammlung ein Grundstock des Landesmuseums Münster.